# Gesichtsrekonstruktion

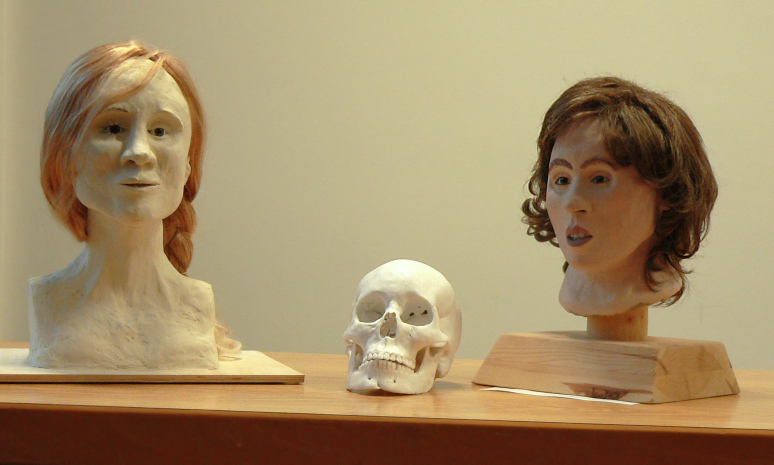
Zwei Gesichtsrekonstruktionen und das rekonstruierte Schädelmodell einer Moorleiche (Mädchen aus dem Uchter Moor)

Als Gesichtsrekonstruktion (auch plastische Gesichtsrekonstruktion) wird der Versuch bezeichnet, das äußere Erscheinungsbild des Gesichtes bzw. des Kopfes verstorbener oder verschollener Personen in einem möglichst lebensnahen dreidimensionalen Modell nachzubilden. Zur Anfertigung von Gesichtsrekonstruktionen werden in der Regel vorliegende Schädelteile oder Daten aus medizinischen bildgebenden Verfahren verwendet, gegebenenfalls auch Fotografien der Person in Verbindung mit anatomischen Erkenntnissen aus der forensischen Medizin.
Primäre Einsatzgebiete von Gesichtsrekonstruktionen ist die Identifizierung unbekannter Leichen in der Kriminalistik oder die Darstellung eines Lebensbildes einer historischen Person, beispielsweise in Museen.

## Methoden
Grundlagen zur Anfertigung einer Gesichtsrekonstruktion sind vor allem vorliegende Skelettteile wie der Schädel, dreidimensionale Daten aus der Computertomographie, Kernspintomographie, aber auch zweidimensionale Daten wie Röntgenaufnahmen oder Fotografien. Die Rekonstruktion wird in den meisten Fällen auf dem Abguss des Schädels oder auf einem im Rapid-Prototyping-Verfahren hergestellten Schädelmodell aufgebaut. In den Anfängen und in seltenen Fällen wurde die Rekonstruktion auf dem Originalschädel aufgebaut.
Zunächst erfolgen genaue Beobachtungen des vorliegenden Skelettmaterials zur Ermittlung von Geschlecht, Alter und Statur der vorliegenden Person. Die Ausprägungen von Muskelansatzmarken geben Hinweise zur Statur des Individuums. Aufgrund statistischer Daten zu Gewebestärken der Weichteilgewebe an verschiedenen Kopfpartien aus der forensischen Medizin werden die Weichteilgewebestärken an den entsprechenden Regionen des Schädels aufgebaut.
Zur Realisierung eines lebensechten Bildes werden häufig Glasaugen in die Augenhöhlen des Schädels eingesetzt. Danach folgt die Anlage von Nase, Mund, Ohren und Augenlidern. Abschließend folgt eine künstlerische Ausgestaltung des Gesichts, ebenfalls anhand von statistischen Daten aus der forensischen Medizin. Weiterhin kann die Gesichtsrekonstruktion um eine Frisur, Bart, und Augenbrauen ergänzt werden. Abhängig von dem Zweck, für den die Rekonstruktion angefertigt wurde, kann die endgültige Ausgestaltung der Gesichtsrekonstruktion mit Hautfalten, Poren oder einem besonderen Gesichtsausdruck ergänzt werden.

## Geschichte
Die frühesten Nachweise, die als relativ lebensnah rekonstruierte Gesichtsnachbildungen angesprochen werden können, stammen aus Grabungen in Jericho, Palästina, wo in den Jahren 1953 bis 1958 insgesamt neun rekonstruierte Köpfe unter den Fußböden eines neolithischen Hauses gefunden wurden, die dort in zwei Gruppen im Zeitraum zwischen 7500 und 5500 v. Chr. an verschiedenen Stellen des Hauses deponiert worden waren. Die Köpfe waren mit Gips auf den Originalschädeln aufgebaut, wobei individuelle Züge der Gesichter besonders sorgfältig ausgearbeitet waren, und die Augen mit eingesetzten Muschelschalen imitiert wurden. Lediglich ein Kopf wurde mit dem dazugehörigen Unterkiefer rekonstruktiert, bei allen anderen wurde das Kinn über den fehlenden Unterkiefer modelliert. Diese Rekonstruktionen sind höchstwahrscheinlich vor einem rituellen Hintergrund zu sehen. Weitere Beispiele solch früher Gesichtsrekonstruktionen liegen aus Ain Ghazal (Jordanien) und Nahal Hemar aus dem Präkeramischen Neolithikum B vor.
Im 17. und 18. Jahrhundert entstanden in Europa zahlreiche naturgetreue Wachsmoulagen menschlicher Körper zur Unterstützung der anatomisch-medizinischen Ausbildung. Die ersten Versuche, das realistische Aussehen eines verstorbenen anhand seines Schädels nachzubilden, gehen auf den Bildhauer Carl Seffner zurück, der 1895 im Auftrag des Anatomen Wilhelm His den Kopf Johann Sebastian Bachs aufgrund aktueller wissenschaftlicher Erkenntnisse rekonstruierte:

„Da der zugehörige Schädel sehr auffällig war und gewisse Eigenthümlichkeiten zeigte, die sich an den bekannten Bildnissen Bach's wiederfinden, so ließ der Anatom der Leipziger Universität, Professor W. Kis, von dem Bildhauer Seffner in Leipzig über einen Abguß des Schädels eine Büste Bach's formen. Der Versuch gelang in überraschender Weise und wurde noch einmal mit allen Mitteln einer wissenschaftlichen Untersuchung wiederholt. Es wurden nun alle vorhandenen Bildnisse Bach's genau untersucht und ihr gegenseitiges Verhältnis festgestellt; andererseits wurden an einer großen Anzahl von Leichen (darunter namentlich auch von Männern im Alter von 50 bis 70 Jahren) genaue Dickenmessungen der Weichtheile am Schädel vorgenommen, um die Mittelmaße und äußersten Grenzen festzustellen. Auf Grund des so gewonnenen Materials wiederholte dann Bildhauer Seffner seinen Reconstructionsversuch mit der größten Genauigkeit. Das Ergebnis war fast noch schlagender als das erstemal. In Leipzig hat die Angelegenheit begreiflicherweise großes Aufsehen gemacht, alle Beweisstücke sind im städtischen Museum öffentlich ausgestellt.“

Der Forensiker Richard Neave hatte unter anderem den Versuch unternommen, ein mögliches Aussehen von Jesus von Nazareth zu rekonstruieren.